# Instytucja Zarządzająca
Instytucja zarządzająca – pojęcie z obszaru Funduszy Europejskich. Jest to instytucja, np. minister albo inny organ administracji publicznej, która jest odpowiedzialny za przygotowanie i nadzorowanie realizacji Programów Krajowych i Programów Regionalnych Unii Europejskiej. W programach krajowych funkcję Instytucji Zarządzającej pełni Ministerstwo Inwestycji i Rozwoju, a w programach regionalnych Zarządy poszczególnych Województw.
Instytucje zarządzające mogą delegować cześć swoich zadań wynikających z roli Instytucji Zarządzającej do innego organu administracji publicznej, który zostaje wtedy Instytucją pośredniczącą w realizacji danego programu.